# Rheinisch-Westfälische Städtebahn
| Streckenlänge: | 185 km               |  |  |  |               |               |
| Spurweite: | 1435 mm (Normalspur) |  |  |  |               |               |
| Stromsystem: | 1,5 kV =             |  |  |  |               |               |
| |                      |  |  |  |               |               |
| \| Gladbeck \| \| \| \| \| \| \| \| Horst \| Horst \| \| \| \| Dortmund \| Dortmund \| \| Karnap \| Karnap \| \| \| \| Langendreer \| Langendreer \| \| Karlsplatz \| Karlsplatz \| \| \| \| Bochum \| Bochum \| \| Altenessen \| Altenessen \| \| \| \| Gelsenkirchen \| Gelsenkirchen \| \| \| \| \| \| \| Essen \| \| \| \| \| \| \| \| Essen West \| \| \| \| \| \| \| \| Borbeck \| \| \| Dinslaken \| Dinslaken \| \| \| \| Frintrop \| Frintrop \| \| Marxloh \| Marxloh \| \| \| \| Oberhausen \| Oberhausen \| \| Hamborn \| Hamborn \| \| \| \| Alstaden \| Alstaden \| \| \| \| \| \| \| Mülheim \| \| \| Meiderich \| \| \| \| \| \| \| \| \| \| \| \| \| \| \| \| \| \| \| \| \| Duisburg \| \| \| Rheinhausen \| Rheinhausen \| \| \| \| Düsseldorf \| Düsseldorf \| \| Moers \| Moers \| \| \| \| Köln \| Köln \| |                      |  |  |  |               |               |
| Gladbeck |                      |  |  |  |               |               |
| Horst | Horst                |  |  |  | Dortmund      | Dortmund      |
| Karnap | Karnap               |  |  |  | Langendreer   | Langendreer   |
| Karlsplatz | Karlsplatz           |  |  |  | Bochum        | Bochum        |
| Altenessen | Altenessen           |  |  |  | Gelsenkirchen | Gelsenkirchen |
| |                      |  |  |  | Essen         |               |
| |                      |  |  |  | Essen West    |               |
| |                      |  |  |  | Borbeck       |               |
| Dinslaken | Dinslaken            |  |  |  | Frintrop      | Frintrop      |
| Marxloh | Marxloh              |  |  |  | Oberhausen    | Oberhausen    |
| Hamborn | Hamborn              |  |  |  | Alstaden      | Alstaden      |
| |                      |  |  |  | Mülheim       |               |
| Meiderich |                      |  |  |  |               |               |
| |                      |  |  |  |               |               |
| |                      |  |  |  | Duisburg      |               |
| Rheinhausen | Rheinhausen          |  |  |  | Düsseldorf    | Düsseldorf    |
| Moers | Moers                |  |  |  | Köln          | Köln          |

Als Rheinisch-Westfälische Städtebahn oder Rheinisch-Westfälische Schnellbahn wird ein ehemaliges Eisenbahn-Projekt im Rhein-Ruhr-Gebiet bezeichnet. Ihre Hauptstrecke sollte von Köln über Düsseldorf, Duisburg, Essen und Bochum nach Dortmund verlaufen und durch diverse Nebenstrecken ergänzt werden. Unterstützt wurde das Vorhaben von neun Großstädten im Einzugsbereich, dem Siedlungsverband Ruhrkohlenbezirk und dem RWE, die sich 1923 zur Studiengesellschaft für die Rheinisch-Westfälische Schnellbahn zusammenschlossen. Kritik kam von der Deutschen Reichsbahn und dem Bergbau. In der Folge erarbeiteten Unterstützer auf beiden Seiten etwa 80 Gutachten und Gegengutachten. Nachdem die Reichsbahn sich bereit erklärte, ein eigenes Ausbauprogramm für die Region einzuleiten, geriet das Projekt ins Hintertreffen. 1938 gab die Studiengesellschaft ihre Pläne auf.

## Geschichte

### Vorgeschichte
Die Siemens-Schuckertwerke nahmen 1906 die Vorarbeiten für eine elektrische Schnellbahn Köln – Düsseldorf auf. Die Bahn sollte nach dem Vorbild der 1906 eröffneten Rheinuferbahn Köln – Bonn errichtet werden und für eine Höchstgeschwindigkeit von 70 km/h ausgelegt sein. Drei Jahre darauf trafen eine kommunale Vereinigung der Ruhrgebietsstädte und die Stadt Düsseldorf eine Vereinbarung über den Bau einer Städtebahn. Neben der rund 113 Kilometer langen Hauptstrecke waren sieben Zweigstrecken mit einer Gesamtlänge von rund 70 Kilometern vorgesehen:
- 1 (112,96 km): Köln – Dortmund
- 2 00(9,31 km): Duisburg – Hamborn
- 3 0(22,35 km): Duisburg – Oberhausen – Essen
- 4 0(15,43 km): Essen – Gladbeck
- 5 00(6,65 km): Hamborn – Dinslaken
- 6 00(5,43 km): Hamborn – Oberhausen
- 7 0(12,47 km): Duisburg – Moers

In ferner Zukunft sollte das Netz um eine weitere Strecke von Mönchen Gladbach über Düsseldorf nach Elberfeld ergänzt werden. Der Minister der öffentlichen Arbeiten lehnte das 1910 eingereichte Vorhaben 1912 ab mit der Begründung, die Staatsbahn könne die gestellten Anforderungen durch Ausbau ihrer Anlagen ebenfalls erfüllen.
1920 traten die Stadt Köln und das Rheinisch-Westfälische Elektrizitätswerk (RWE) der Vereinbarung bei. 1921 wurde die erste Wirtschaftlichkeitsberechnung aufgestellt. Zwei Jahre darauf gründeten neun Städte zwischen Köln und Dortmund, das RWE und der Siedlungsverband Ruhrkohlenbezirk die Studiengesellschaft für die Rheinisch-Westfälische Schnellbahn mit Sitz in Essen.

### Einzelheiten des Projekts
Die Planungen sahen eine 113,1 Kilometer lange Hauptstrecke vor, die Köln über Düsseldorf, Duisburg, Mülheim an der Ruhr, Essen, Gelsenkirchen, Bochum und Langendreer nach Dortmund führen sollte. Bei Düsseldorf-Flehe sollte die Strecke den Rhein queren. Nebenstrecken nach Moers, Hamborn, Oberhausen, Dinslaken und Gladbeck mit einer Gesamtlänge von 72,5 Kilometern sollten das Netz ergänzen. Sie entsprachen weitgehend den Planungen von 1910. Eine Einbindung Gelsenkirchens an die Hauptstrecke erfolgte deshalb, weil es an einer leistungsfähigen Verbindung zwischen Essen und Gelsenkirchen fehlte. Zwischen Gelsenkirchen und Bochum bestand abgesehen von der Straßenbahn keine direkte Verbindung.
Die als Damm-, Einschnitt- oder Hochbahn geführte Strecke sollte unabhängig von den übrigen Verkehrsteilnehmern verlaufen. Auf einer Gesamtlänge von 14,2 Kilometern wäre der Betrieb unterirdisch erfolgt. In Bergsenkungsgebieten sollten die Streckengleise getrennt voneinander geführt werden, um Niveauunterschiede bei anfallenden Reparaturen besser ausgleichen zu können. Die Stationen sollten in unmittelbarer Nähe der Hauptbahnhöfe liegen, Halte in den Vororten waren an der Hauptstrecke nicht vorgesehen.
Der Stationsabstand auf der Hauptstrecke betrug zwischen 34 Kilometern zwischen Köln und Düsseldorf und 7,9 Kilometern zwischen Bochum und Langendreer. Auf den Nebenstrecken lag er im Schnitt bei 3,45 Kilometern. Die Höchstgeschwindigkeit sollte zwischen Köln und Duisburg bei 130 km/h liegen, zwischen Duisburg und Dortmund wegen des geringeren Stationsabstandes 100 km/h. Auf den Nebenstrecken war eine Höchstgeschwindigkeit von 80 km/h vorgesehen. Mit den anvisierten Geschwindigkeiten hätte die Städtebahn die Fahrzeiten der Reichsbahn vielfach halbieren können. Zwischen Köln und Düsseldorf wäre die Reisezeit von 46 auf 18 Minuten gesunken, zwischen Düsseldorf und Essen von 52 auf 28 Minuten und zwischen Köln und Dortmund von 150 auf 77 Minuten.
Das Betriebsprogramm sah einen starren Fahrplan mit einer Zugfolge von 30 Minuten vor. In der Hauptverkehrszeit sollte dieser zwischen Duisburg und Dortmund auf 15 Minuten verdichtet werden. Anderen Angaben zufolge war in der Hauptverkehrszeit ein durchgehender Zehn-Minuten-Takt vorgesehen, der in den Schwachverkehrszeiten auf 30 Minuten ausgedünnt werden sollte. Die Nebenstrecken sollten betrieblich getrennt von der Hauptstrecke geführt werden, um die Nachteile von Linienverkettungen zu vermeiden.
Die Studiengesellschaft sah den Einsatz von vierachsigen Doppeltriebwagen vor. Bis zu vier Mittelwagen sollten bei Bedarf dazwischen gekuppelt werden können. Der Antrieb sollte über Oberleitung mit 1500 Volt Gleichspannung erfolgen. Die Stirnfronten waren windschnittig gestaltet, um den Energieverbrauch zu verringern. Die Kapazität betrug 85 Sitzplätze der 2. und 3. Wagenklasse, auf eine 1. Klasse wurde angesichts der geringen Stationsabstände verzichtet. Die Anfahrbeschleunigung sollte dementsprechend bei 0,5 m/s², die Bremsverzögerung bei 0,8 m/s² liegen. Der Betriebshof war in Duisburg vorgesehen.

### Gutachterkrieg
Das Reichsverkehrsministerium erteilte der Studiengesellschaft am 22. Januar 1924 die vorläufige Konzession zum Bau und Betrieb der Schnellbahnstrecken 1–6 als normalspurige zweigleisige Hauptbahn. Für Strecke 7 wurde die vorläufige Konzession am 8. August 1924 erteilt. Die Konzession die ebenfalls geplanten Strecken Mönchen Gladbach – Düsseldorf, Gelsenkirchen – Buer – Gladbeck und Bottrop – Altenessen lehnte das zuständige Ministerium ab. Eine Bedingung für die Erteilung der endgültigen Konzession war der Nachweis der Finanzierung des Vorhabens bis 1929, eine andere das Verbot, die Reichsbahn-Tarife zu unterbieten. Während die früher zuständige Preußische Staatsbauverwaltung und das Reichsverkehrsministerium dem Projekt relativ wohlwollend gegenüberstanden und wenig Neigung zeigten, es in staatlicher Regie zu verwirklichen, wurde das mit Gründung der Deutschen Reichsbahn-Gesellschaft (DRG, 1924) anders: Nun sah man das Vorhaben vor allem als Konkurrenz und lehnte die geplante Streckenführung und eine Änderung der technischen Vorschriften ab. Auch der Bergbau lehnte das Vorhaben ob der geplanten hohen Geschwindigkeiten und möglichen Bergsenkungen ab.
In den folgenden Jahren entfachte sich ein erbitterter Streit um das Für und Wider der Bahn. Etwa 80 Gutachten und Gegengutachten wurden von den renommiertesten Fachleuten jener Zeit erstellt. Als Wortführer auf Seiten der Befürworter galt Gustav Kemmann, auf Seiten der Gegner Erich Giese.
| Betriebsjahr                                    | 3      | 3      |
| Anlagekapital (in Mio. Reichsmark)              |        |        |
| Schuldverschreibungen                           | 200,00 | 156,00 |
| Aktien                                          | 200,00 | 156,00 |
|                                                 |        |        |
| Verkehr (beförderte Personen in Mio.)           | 20,00  | 27,83  |
|                                                 |        |        |
| Wagen-Kilometer (in Mio. km)                    | 12,80  | 12,35  |
| Einnahmen (in Mio. Reichsmark)                  |        |        |
| Betriebseinnahmen                               | 23,40  | 33,40  |
| Sonstige Einnahmen                              | 0,60   | 0,00   |
| Gesamteinnahmen                                 | 24,00  | 33,40  |
| Ausgaben (in Mio. Reichsmark)                   |        |        |
| Reine Betriebsausgaben                          | 11,50  | 8,03   |
| Zinsen der Schuldverschreibungen                | 18,00  | 10,92  |
| Abgaben und Steuern                             | 1,00   | 3,42   |
| Beförderungssteuer                              | 2,50   | 3,64   |
| Reparationen nach dem Industriebelastungsgesetz | 2,00   | 2,10   |
| Tilgung der Schuldverschreibungen               | 0,00   | 0,00   |
| Bilanzreserve und Spezialreservefonds           | 0,00   | 0,36   |
| Erneuerungsfonds                                | 0,00   | 1,53   |
| Gesamtausgaben                                  | 35,00  | 30,00  |
| Differenz                                       | –9,00  | 3,40   |

In einem für die Reichsbahn 1926 erstellten Gutachten kam Giese zu dem Schluss, dass die Städtebahn in erster Linie als Entlastung der Reichsbahnstrecken aufzufassen sei. Daher würde die Städtebahn vorwiegend den Verkehr von der Reichsbahn abziehen. Hinzu käme der von den Straßenbahnen abwandernde Verkehr sowie der Neuverkehr. Er schlug stattdessen den viergleisigen Ausbau und die Elektrifizierung der Reichsbahnstrecke Köln – Dortmund vor. Zusätzlich sah er zur Verbesserung des Regionalverkehrs die Einführung einer besonderen Zuggattung – Ruhrexpress genannt – vor, die mit erhöhter Geschwindigkeit, geringeren Aufenthalten und besonderen Wagen verkehren sollte. Nach den von Giese in einer Denkschrift aufgestellten Wirtschaftlichkeitsberechnungen würde die Städtebahn in den ersten Jahren nicht aus der Verlustzone fahren und folglich alsbald Konkurs anmelden müssen. Die Studiengesellschaft griff diese Denkschrift auf, änderte die darin errechneten Werte und versah diese mit entsprechenden Bemerkungen. Insbesondere der Neuverkehr sei zu wenig berücksichtigt worden. Die von der Gesellschaft errechneten Werte sahen eine Steigerung der Einnahmen um 40 Prozent und eine Verringerung der Ausgaben von 14 Prozent gegenüber den Werten Gieses.
Kemmann äußerte, dass die beim Bau der Bahn zu erwartenden Verkehrszahlen bei dem geplanten – gegenüber der Reichsbahn höheren – Tarif den Bau dieser durchaus gerechtfertigten. Den Bedenken der Bergbaubetriebe entgegnete er, dass die Reichsbahn seit Jahrzehnten in dem Gebiet fahre und kürzlich die Geschwindigkeit der FD-Züge auf 90 km/h erhöht habe. Zudem erwartete er, dass die Reichsbahn durch den Bau keine nachhaltige Schädigung zu erwarten habe, da Kapazitäten für andere Verkehre frei würden, andererseits ein Ausbau der Reichsbahnstrecken keinen Ersatz für die Städtebahn darstelle.
Giese veröffentlichte daraufhin eine weitere Denkschrift, in der er auf die Berechnungen der Studiengesellschaft und Kemmanns einging und jede Position einzeln erörterte. Er unterstrich mit dem Ergebnis seine ersten Berechnungen und kam zu dem Schluss, dass die Städtebahn einen untragbaren Verlust darstelle. An Rhein und Ruhr wurde Giese unterschwellig unterstellt, die Städtebahn schlechtzurechnen, weil er als ehemaliger verkehrstechnischer Oberbeamter des Verbandes Groß-Berlin das dafür notwendige Kapital lieber in Berlin investiert sähe. Mit seinem Kritiker Günthel lieferte sich Giese eine scharf formulierte Auseinandersetzung über die Frage, ob er die Anlagekosten oder nur die Verkehrswerte der Studiengesellschaft als vage Schätzungen bezeichnet hätte.
Die Unterschiede in den jeweiligen Berechnungen waren nach Richard Petersen darauf zurückzuführen, dass Giese bei seinen Annahmen höhere Anlagekosten, eine geringere Wagenbesetzung und einen deutlich geringeren Verkehr annahm als die Studiengesellschaft und Kemmann. Die Berechnungsgrundlagen, Ausgaben für Betrieb, Steuern und dergleichen seien hingegen auf der gleichen Grundlage geführt.
Neben den beiden genannten bezogen weitere Fachleute Stellung zu dem Vorhaben, darunter Carl Pirath, Otto Blum und der Generaldirektor der Deutschen Reichsbahn-Gesellschaft Julius Dorpmüller. Der „Gutachterkrieg“ wurde zudem durch eine Lobby der Reichsbahn nahe stehender Publikationsorgane zu steuern versucht, indem diese die Gegenäußerungen nur teilweise oder gar nicht veröffentlichten. Kemmann veröffentlichte daraufhin 1928 ein Grauheft mit dem Titel Gewähr oder Ablehnung freier Meinungsäußerung. Zur Behandlung der Rheinisch-Westfälischen Städtebahn in einigen Fachzeitschriften. Darin ging er auf die Benachteiligung der Argumente pro Städtebahn gegenüber den Argumenten pro Reichsbahn ein und belegte diese im Einzelnen. Im gleichen Jahre wurde der Studiengesellschaft die Frist zur Errichtung der Bahn um 15 Jahre verlängert.
Die Reichsbahn bekräftigte daraufhin nochmals, dass ein Ausbau der vorhandenen Strecken mit deutlich geringeren Mitteln zu bewerkstelligen sei und dieser dem gesamten Verkehr zugute käme, wogegen der Bau der Städtebahn nur auf den Berufspendlerverkehr abziele. Ab 1929 wollte sie die Strecken Köln – Duisburg und Essen – Dortmund viergleisig ausbauen und den Abschnitt Duisburg – Essen ergänzen. Gleichzeitig sollten die Hauptbahnhöfe den neuen betrieblichen Erfordernissen angepasst werden. Die Kosten sollten sich auf insgesamt 300 Millionen Reichsmark belaufen und lagen damit unter den Kosten für die Schnellbahn.

## Ende
1931 änderte die Reichsbahn ihre technischen Vorschriften so, wie es die Studiengesellschaft gewünscht hatte. Im Folgejahr begann die Einführung des Ruhrschnellverkehrs auf der Hauptachse Köln – Düsseldorf – Duisburg – Essen – Bochum – Dortmund. Die Studiengesellschaft gab ihre Pläne in der Folge 1938 auf und löste sich auf.
Die Forderung aller beteiligten Gutachter, das Schnellverkehrsnetz vom übrigen Bahnverkehr zu trennen und komplett auf eigenen Gleisen zu führen, wurde bis heute nicht verwirklicht (S-Bahn Rhein-Ruhr und Rhein-Ruhr-Express/RRX als Nachfolgesysteme).

## Archiv-Quellen
- Stadtarchiv Gelsenkirchen, Bestand Gelsenkirchen vor 1928, Findbuch, bearbeitet von Claire Maunoury: Festlegung einheitlicher Querschnittsmaße für die Durchlassbauwerke der Städtebahn und der Schnellbahnen. Signatur Ge 1229, Gelsenkirchen 2016. Darin u. a.: Vorläufige Richtlinien für die Bearbeitung eines Entwurfes der Städtebahn, Dezember 1921. Normalprofile zu Unterpflaster-Strecken für schmale und breite Straßen, Maßstab 1:50. Weitere Pläne. gelsenkirchen.de (PDF; 5,0 MB) abgerufen am 3. September 2019
- Stadtarchiv Gelsenkirchen, Bestand Gelsenkirchen vor 1928, Findbuch, bearbeitet von Claire Maunoury: Planungen zur Errichtung einer elektrischen Schnellbahn durch das Ruhrgebiet zwischen Düsseldorf und Dortmund. 4 Bände, Signatur Ge 1236 bis Ge 1239, Gelsenkirchen 2016. Darin u. a., Band 1: Niederschrift einer Sitzung mehrerer Bürgermeister vom 2. März 1909. Erläuterungsbericht, Februar 1910. Ablehnung des Projekts durch den Minister der öffentlichen Arbeiten, 23. März 1911. Übersichtsplan Maßstab 1:125000 des geplanten Streckenverlaufs Düsseldorf–Dortmund. Band 2: „Denkschrift über die Tätigkeit der kommunalen Vereinigung für den Bau einer Rheinisch-Westfälischen Städtebahn und die Verkehrsverhältnisse im Industriegebiet“, 1912. Übersichtskarte Maßstab 1:125000 mit dem geplanten Streckenverlauf zwischen Düsseldorf und Dortmund. Band 3: Niederschrift der Besprechung über die Linienführung des Verkehrsverbandes V IX im Bereich des Bahnhofs Bismarck, September 1922. Band 4:  Zeitungsartikel über Verhandlungen zur Streckenführung, 1922. Artikel über die Schrift des Prof. Giese von der Technischen Hochschule Berlin über die mangelnde Wirtschaftlichkeit der Schnellbahn, 26. Januar 1928. gelsenkirchen.de (PDF; 5,0 MB) abgerufen am 3. September 2019